# Taigaros
Taigaros (Rosa davurica) är en art i familjen rosväxter från nordöstra Asien och Japan. Den odlas ibland som trädgårdsväxt i Sverige.
Taigaros är en lövfällande buske som kan bli upp till tre meter hög. Stammarna har få stora raka taggar och dessutom krökta taggar i par vid bladfästena. Bladen har vanligen 7 delblad, dessa blir 3 cm långa, smalt ovala till lansettlika, glandelhåriga och ludna på undersidan. Bladkanterna är dubbeltandade. Stiplerna är stora, klibbigt kanthåriga. Blomskaften har borst och glandelhår. Blommorna sitter ensamma eller upp till tre tillsammans, de blir cirka 5 cm i diameter. Foderbladen har en bladliknande spets och har borst på utsidan, de blir länge än kronbladen. Kronbladen är röda till rosa, ibland vita. Nyponen är släta, runda, 1,2 cm långa.
Vitblommade exemplar kallas ibland R.davurica f. alba.

## Hybrider
Taigaros bildar ibland hybrider med vresros (R. rugosa), dessa har fått det vetenskapliga namnet Rosa ×kamatchatica. Hybriden skall inte förväxlas med holländsk ros (R. ×spaethiana) som ofta går under detta namn.

## Synonymer
f. davurica
- Rosa dahurica Pall., stavningsvariant

- Rosa cinnamomea var. dahurica (Pall.) Regel

- Rosa davurica var. alpestris (Nakai) Kitag.

- Rosa davurica var. ellipsoidea Nakai ex auct.

- Rosa davurica var. glabra Liou

- Rosa davurica var. setacea Liou

- Rosa willdenowii Spreng.

f. alba (Nakai) T.B.Lee 
- Rosa davurica var. alba Nakai